# یوسف بدوی
یوسف بَدوی (زاده ۱۵ مرداد ۱۳۸۰) کاراته‌کا اهل مصر است.  او مدال طلای وزن ۸۴ کیلوگرم کومیته مردان را در مسابقات جهانی کاراته ۲۰۲۱ که در دبی برگزار شد، به دست آورد. 

## زندگی‌نامه
یوسف بدوی با الهام از برادرش کاراته را در سن پنج سالگی شروع کرد او در باشگاه ورزشی الظهور با مربیگری محمد فتحی تمرین خود را ادامه داد. وی در سال ۱۳۹۳ به تیم ملی مصر پیوست. او با ثبت نام در مسابقات کومیته منهای ۶۳ کیلوگرم در مسابقات قهرمانی بین المللی الاهلی دبی در سال ۲۰۱۶ و در مسابقات قهرمانی آفریقا که در الجزایر در سال ۲۰۱۸ برگزار شد، شروع به حضور در سطح بین المللی کرد.

## دوران حرفه‌ای
در بهمن سال ۱۳۹۷ بدوی اولین مدال طلای قاره‌ای خود را در مسابقات قهرمانی آفریقا در مراکش به دست آورد. یک ماه بعد، او در مسابقات قهرمانی باشگاه‌های عرب شرکت کرد و مدال برنز را در مسابقات تیمی کومیته کسب کرد. در اردیبهشت سال ۱۳۹۸ او در مسابقات لیگ جوانان کاراته وان که در لیماسول قبرس برگزار شد، در وزن 76+ کیلوگرم مردان، مدال طلا را کسب کرد و در ماه مرداد، در بازی‌های آفریقایی مدال برنز کومیته تیمی مردان را کسب کرد. 

### لیگ برتر پرتقال
در فروردین سال ۱۴۰۰ پس از وقفه ناشی از تعلیق مسابقات کاراته به دلیل کوید ۱۹  اولین حضور خود را برای لیگ برتر لیسبون (پرتغال) انجام داد. بدوی با بهترین های وزن منهای ۸۴ کیلوگرم کومیته مرد رقابت کرد و آن ها را شکست داد. 

### اولین حضور در بزرگسالان
او اولین بازی خود را برای بزرگسالان در شهریور در لیگ برتر کاراته وان مصر با مدال طلا انجام داد، و در لیگ برتر که در مسکو دنبال شد، پس از گذارندن پنج دور، مدال طلای دیگری را به خانه برد. او در اینستاگرام قول داد که این آخرین مدال طلا نخواهد بود. 

### مسابقات قهرمانی جهان ۲۰۲۱

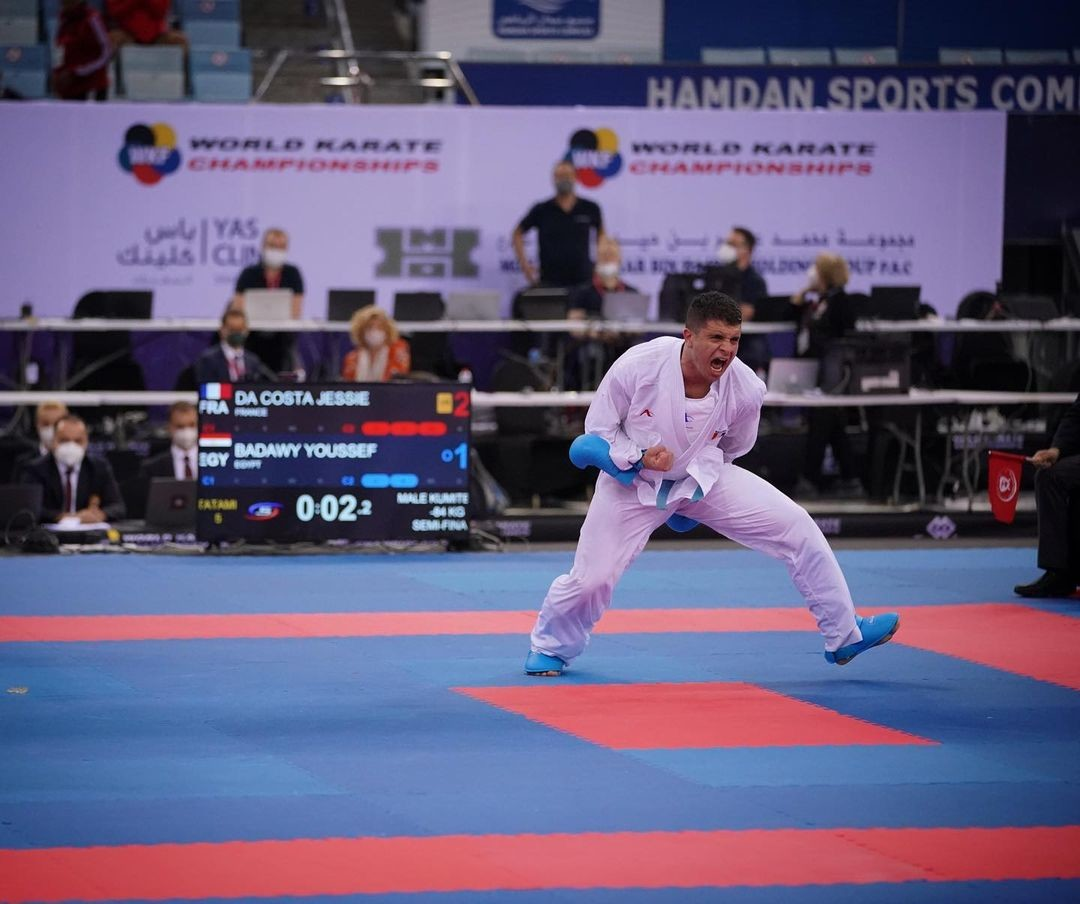
یوسف بدوی در مسابقات جهانی ۲۰۲۱ دبی (امارات)

بدوی یکی از جوان ترین مدعیان این مسابقات بود. او کار خود را با پیروزی مقابل ایوان کوسیچ از کرواسی قهرمان یکباره جهان در سال 2018 آغاز کرد و کاراته‌کاران سرشناسی را از پیش رو برداشت. در مبارزه نیمه نهایی بدوی  با جسی داکاستا که تقریباً تا پایان با یک امتیاز مغلوب شد و به فینال راه پیدا کرد. در فینال به دیدار فابیان هوآیکویمن از شیلی رفت، در ۲:۰۰ دقیقه هر دو، ۲ امتیاز گرفتن و ۲ بر ۲ بازی برابر شد، در ۱:۲۱ دقیقه بدوی با ضربه ی جودان زوکی (ضربه دست عقب) یک امتیاز گرفت، بدوی دوباره یک امتیاز دیگر با چودان زوکی (دست عقب) دریافت کرد، در ثانیه ی ۰:۲۰ فابیان هوآیکویمن صاحب دو امتیاز از طریق ویدیو چک شد، در ثانیه ی ۰:۱۳ بدوی جودان زوکی (دست عقب) زد و یک امتیاز دیگر دریافت کرد، فابیان هوآیکویمن در ثانیه ۰:۰۸ چودان گری زد و صاحب دو امتیاز شد، بدوی در ثانیه ی ۰:۰۵ یک امتیاز جودان زوکی گرفت و نتیجه مساوی شد و بدوی با قانون هانتی قهرمان این دوره از مسابقات شد.

### بازی‌های مدیترانه‌ای ۲۰۲۲
بدوی که در نیمه نهایی بازی های مدیترانه ای از حریف خود جلو بود، ضربه سختی به سرش خورد که او را برای چند ثانیه ناک اوت کرد. او مبارزه را از سر گرفت تا با وجود شرایطش با نتیجه 4-1 پیروز شود. او سپس برای معاینه به بیمارستان منتقل شد و کمیته المپیک مصر اعلام کرد که او به خاطر امنیت خود در فینال بازی نخواهد کرد. عبدالفتاح النجار، سرمربی تیم کاراته مصر تایید کرد که بداوی پس از اطلاع از محرومیت رسمی قریب‌الوقوع خود از بازی فینال، گریه کرده و با اصرار بر بازی فینال با این قول که مدال طلا را میگیرم، همه را شگفت زده کرد. او در فینال بازی کرد و با نتیجه ۶-۴ به مدال طلا رسید. 

### بازی های جهانی ۲۰۲۲

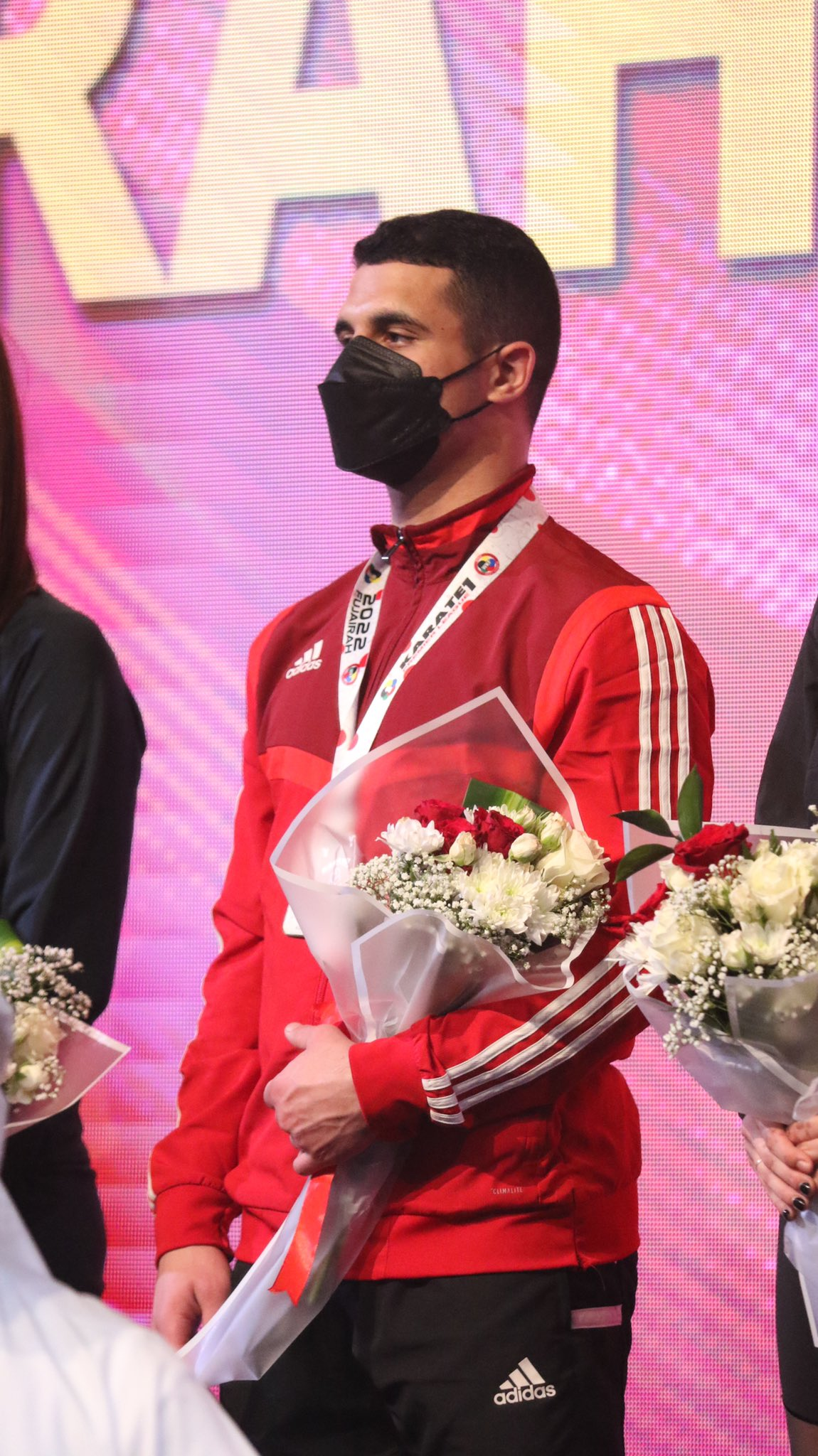
مراسم اهدای جوایز لیگ برتر فجیره

بدوی در رقابت با بهترین هفت بازیکن جهان، با پیروزی مقابل نبیل اچ چابی، قهرمان مراکشی و سپس یک پیروزی دیگر مقابل برایان تیمرمنز، قهرمان هلندی، شروع کرد و در نیمه نهایی با ایوان کوسیچ رقابت کرد و پیروز شد. بداوی مجبور شد برای دومین بار در مسابقات در فینال با نبیل اچ چابی رقابت کرد و با نتیجه ۶-۶ مساوی شد، بدوی با قانون هانتی  مدال طلا را از آن خود کرد.
او به طور کلی با ضربات روی هدف و به ویژه توسط اورا ماواشی حرفه ای اش شناخته شد که به گفته او حرکت مورد علاقه اش است.

## افتخارات و جوایز
در آذر سال ۱۳۹۸ به دلیل کسب مدال برنز جهانی خود در شیلی، نشان درجه سوم جمهوری توسط عبدالفتاح السیسی، رئیس جمهور مصر، به بدوی اعطا شد. 
دانشکده فنی دانشگاه عین شمس از وی به دلیل برتری ورزشی و چهار دستاورد بین المللی در کاراته سال ۲۰۲۲ تجلیل کرد.

## زندگی شخصی
او فارغ التحصیل رشته مهندسی در دانشگاه عین شمس است و در رشته مهندسی مکانیک تحصیل کرده است.